# Pave Sixtus 1.
Sixtus 1. (i de ældste dokumenter kaldet Xystus) var pave i omkring 10 år fra 115 til 125. Vatikanets "Annuario Pontificio" fra 2003 anfører hans regeringstid enten som 117 til 126 eller som 119 til 128. Andre skribenter nævner 114 til 124/128.
Han var født i Rom, og hans far hed Pastor. Ifølge "Liber Pontificalis" fastlagde han følgende ritualer:
- Ingen, bortset fra indviede præster, må berøre de hellige offerkar.
- Biskopper, der er blevet indkaldt til den hellige stol (pavestolen), skal ved deres tilbagekomst kun modtages af deres stift, hvis de kan fremvise apostolske breve.
- Efter messens indledning skal præsten recitere sanctus sammen med tilhørerne.

Som flere af sine forgængere på Roms bispestol er han ofte blevet fremstillet som martyr. Det findes dog ingen historiske beviser for, at han skulle have lidt martyrdøden. Hans efterfølger, Pave Telesforus, er den tidligste pave (efter St. Peter), som kirkefaderen Irenæus betegner som martyr. 
Han blev begravet på Vatikanhøjen ved siden af St. Peter. Det er omdiskuteret, om hans jordiske levninger stadig befinder sig i Vatikanet, eller om de er overført til Alatria i 1132, som det hævdes visse steder. Endelig kan nogle af dem være endt i Lorraine, idet Pave Clement 10. skulle have givet dem til en kardinal herfra.
Sixtus' navnedag er 6. april.
| Efterfulgte: Pave Alexander I | Pave 115-125 | Efterfulgtes af: Pave Telesforus |